# London 0 Hull 4
London 0 Hull 4 är det brittiska bandet The Housemartins debutalbum, utgivet i oktober 1986. Albumtiteln refererar gruppens hemort Kingston upon Hull, inspirerat av sportresultat.

## Låtförteckning
1. "Happy Hour"
2. "Get Up Off Our Knees"
3. "Flag Day"
4. "Anxious"
5. "Reverend's Revenge" (instrumental)
6. "Sitting on a Fence"
7. "Sheep"
8. "Over There"
9. "Think for a Minute"
10. "We're Not Deep"
11. "Lean On Me"
12. "Freedom"